# Piscu Sadovei, Dolj
Piscu Sadovei este un sat în comuna Sadova din județul Dolj, Oltenia, România.
 Acest articol despre o localitate din județul Dolj este deocamdată un ciot. Puteți ajuta Wikipedia prin completarea lui.

Satul Piscu Sadovei este localizat în județul Dolj, pe șoseaua internațională Craiova-Bechet, la 55 km de Craiova și face parte din Comuna Sadova.
Piscu Sadovei este format în anul 1820. Înainte au existat două cătune, denumite Frumușani și Gura Gardului în mijlocul pădurii în apropierea Jiului, formate din tăietori de lemne. Datorită frecventelor inundații datorate revărsarii Jiului, locuitorii cătunelor s-au mutat la aproximativ 1 kilometru  distanță, pe un pisc de deal, satul luându-și denumirea după configurația reliefului: Piscul. Ca să fie deosebit de alte localități Piscul din Dolj, i s-a spus Piscu Sadovei.